# 3 Brygada Artylerii Polowej (austro-węgierska)
3 Brygada Artylerii Polowej (3. Feldartilleriebrigade) – brygada artylerii polowej cesarskiej i królewskiej Armii.
W 1914 Komenda brygady stacjonowała w garnizonie Graz i wchodziła w skład 3 Korpusu.
Organizacja pokojowa brygady w 1914 roku:
- Pułk Armat Polowych Nr 7,
- Pułk Armat Polowych Nr 8,
- Pułk Armat Polowych Nr 9,
- Pułk Haubic Polowych Nr 3,
- Dywizjon Ciężkich Haubic Nr 3[1].

## Komendanci brygady
- GM Michael von Trapsia (1888 – )
- GM Alfred von Kropatschek (1890 – 1895)
- GM Emil Verona von Vermonte (1914[1])
- płk Karl Kratky (1914)